# دانيرا بيليتش
دانيرا بيليتش (بالكرواتية: Danira Bilić) مواليد 22 يوليو 1969 في شيبينيك، جمهورية يوغوسلافيا الاشتراكية الاتحادية، هي لاعبة كرة سلة كرواتية معتزلة. بدأت مسيرتها الاحترافية في سنة 1985. مثلت منتخب بلادها. شاركت في دورة الألعاب الأولمبية الصيفية سنة 1988. حققت المركز الثاني في بطولة أمم أوروبا لكرة السلة 1987. اعتزلت اللعب في 1999. لعبت مع نادي شيبينيك لكرة السلة للسيدات وكرواتيا 2006 زغرب.

## الميداليات
| الميدالية | المسابقة                                 |
| --------- | ---------------------------------------- |
| فضية      | بطولة أمم أوروبا لكرة السلة للسيدات 1987 |
| فضية      | الألعاب الأولمبية الصيفية 1988           |
| فضية      | كأس العالم لكرة السلة للسيدات 1990       |

## روابط خارجية
- دانيرا بيليتش على موقع الاتحاد الدولي لكرة السلة (الإنجليزية)
- دانيرا بيليتش على موقع الاتحاد الدولي لكرة السلة (الإنجليزية)
- دانيرا بيليتش على موقع سبورتس رفرنس (الإنجليزية)
- دانيرا بيليتش على موقع اللجنة الأولمبية الدولية (الإنجليزية)
- دانيرا بيليتش على موقع أوليمبيديا (الإنجليزية)